# 富井彦
富井 彦（とみい げん、1973年5月30日 - ）は、長野県下高井郡野沢温泉村出身の元ノルディックスキー複合選手。オリンピック日本代表として2大会に出場した。身長173cm、体重60kg。現在はサッポロノルディックスキークラブのコーチとして加藤大平ら後進の指導に当たっている。
公益財団法人札幌スキー連盟理事である。

## プロフィール
野沢温泉村立野沢温泉小学校、野沢温泉村立野沢温泉中学校、長野県下高井農林高等学校、早稲田大学人間科学部を経て1996年4月雪印乳業長野入社。
小学校2年のときからスキージャンプ競技を始め、中学校2年のときから複合競技を始めた。高校時代の2・3年時にインターハイと国体共に2連覇を果たした。1992年に早稲田大学人間科学部スポーツ科学科に入学、1993年冬季ユニバーシアードでは5位となった。リレハンメルオリンピック後、河野孝典、阿部雅司が抜けて層が薄くなった日本複合の代表枠（リレハンメルまでの団体が代表4人、出場3人だったものが長野での団体は代表6人、出場4人に変更されていた。）に1997年全日本スキー選手権複合優勝などの実績ですべりこみ選出された。1998年の長野オリンピック4×5km団体では練習で骨折した古川純一の代役として起用され好ジャンプを見せ日本は前半5位につけた。距離では荻原次晴が2つ順位をあげ、森敏も3位をキープして富井にリレーされた。前半から飛ばした富井は一時2位まで順位をあげたが後半無理がたたり失速し6位で荻原健司にタッチ、荻原健司が順位を一つあげて5位となった。2002年のソルトレイクシティオリンピックでは団体で8位、個人15kmで33位となった。
ノルディックスキー世界選手権での最高順位は1999年ラムソー大会の7.5kmスプリントの27位、ノルディック複合・ワールドカップでの最高順位は1998年11月24日のロヴァニエミ大会の5位、ワールドカップB大会では1998年から2003年まで5大会で3位となり表彰台に昇っている。
2002年にサッポロノルディックスキークラブへ移籍。2004年3月に現役引退し同チームコーチに就任。

## 主な記録
- 長野オリンピック団体5位（荻原健司、森敏、富井、荻原次晴）
- ソルトレイクシティオリンピック団体8位（富井、荻原健司、森敏、高橋大斗）
- 1999年世界選手権 団体5位
- 2001年世界選手権 団体5位（森、高橋、富井、荻原）
- 全日本スキー選手権大会ノルディックスキー・コンバインド優勝2回（1997年、2002年）